# Économie du Finistère
 (septembre 2019).
Si vous disposez d'ouvrages ou d'articles de référence ou si vous connaissez des sites web de qualité traitant du thème abordé ici, merci de compléter l'article en donnant les références utiles à sa vérifiabilité et en les liant à la section « Notes et références ».

Localisation du Finistère en France

Cet article décrit les principales composantes de l'économie du Finistère, un département français situé dans le Nord-Ouest de la France.

## Agriculture
Le Finistère est un département fortement rural : près de 36 % de la population vit hors des agglomérations. L'agriculture y est l'activité dominante et utilise les 2/3 du territoire (63 %). On dénombre près de 11 000 exploitations agricoles, pour une population active agricole permanente de 26 000 personnes.
L'agriculture du département est principalement orientée vers les productions animales. Près de 66 % de la "production au prix de base" (y compris les subventions sur les produits) provient du secteur animal. La majeure partie des productions fourragères ou céréalières est destinée par ailleurs à la production animale. Le Finistère se distingue également par une forte production de légumes frais et de pommes de terre primeur, principalement dans le nord du département. L'intensification engagée depuis les années 1950 a placé le département parmi les plus productifs de France. 
En l'espace d'une génération, l'agriculture finistérienne a réalisé une mutation incomparable. Le nombre d'exploitations qui était de 37 500 en 1970 n'est plus que de 11 280. La population des actifs comptabilisés en équivalents temps plein a été divisée par 3. Elle est de 22 000, ce qui fait du Finistère l'un des départements français les plus agricoles par sa population active. Durant la même période, la production a été multipliée par deux pour les céréales, par 3,5 pour les porcs et 1,5 pour la viande bovine. Le Finistère occupe le 3e rang national concernant la production totale. La superficie moyenne des exploitations est d'environ 33 hectares.

## Pêche

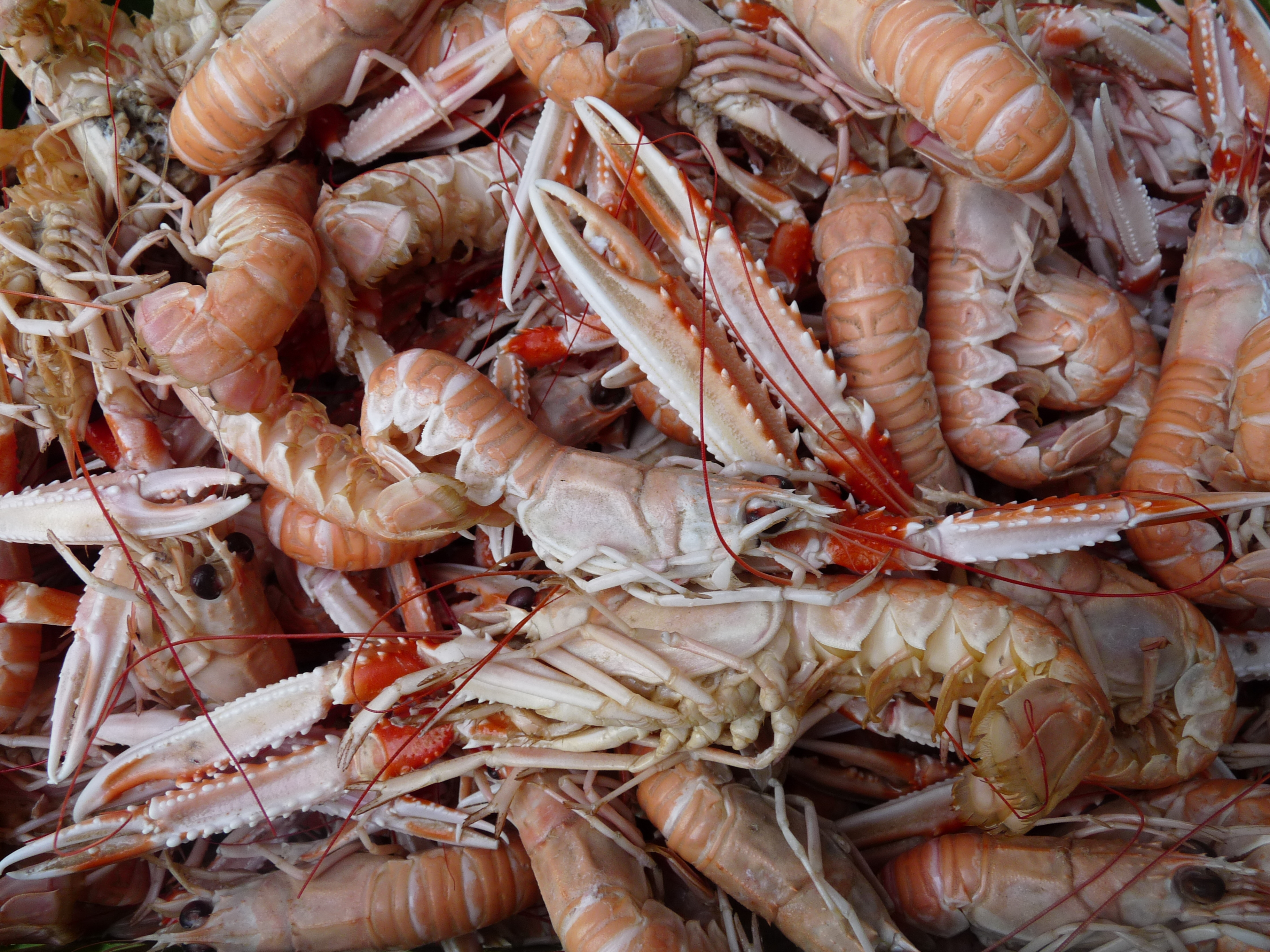
Langoustines de Camaret-sur-Mer

En 2003, la production finistérienne des pêches maritimes totalise 66 632 tonnes d’apports sous criées pour un chiffre d’affaires de 200 M€. La filière alimente le tiers de l’approvisionnement national en produits de la mer et permet à la région Bretagne de figurer parmi les principales régions de pêche européennes.
Cette richesse halieutique du Finistère s’illustre par l’éventail des métiers exercés : de la petite pêche côtière à la pêche au large dans les eaux européennes jusqu’aux thoniers océaniques déployés sur les océans Atlantique et Indien (849 navires, 3 795 marins, 22 % de la puissance de la flotte nationale).
Ce poids de la pêche et son importance pour le dynamisme du tissu portuaire et littoral sont encore affirmés par la diversité des activités induites : construction/réparation navale, débarquement, commercialisation et transformation. 11 500 emplois sont ainsi directement liés à l’activité avec la présence pour la 1re mise en marché de 9 criées sur les 41 que compte le littoral français (dont 7 sur le sud du département) et une filière vectrice aussi d’attractivité touristique.

## Industrie
Le secteur secondaire est représenté par les industries agro-alimentaires (41 % de l'emploi industriel en 2015), par des entreprises électroniques liées à la défense nationale et un secteur du bâtiment très dispersé, mais actif tant en raison du plan triennal, mené de 2001 à 2003 de relance de la construction de logements locatifs sociaux que de l'orientation traditionnelle de la population vers le logement individuel privé[Interprétation personnelle ?]. 
Les secteurs les plus dynamiques du département du Finistère sont représentés par les entreprises alimentaires (charcuteries et conserves Hénaff, abattoirs Doux, Bigard, GAD, crèmes glacées Rolland, plats cuisinés Ranou et Caugant), industrielles (filtres Fleetguard, papiers spéciaux PDM, motorisation Meunier, électronique Thales, chantiers navals Piriou et DCNS, groupes électrogènes SDMO), dans les centres urbains de Brest, Landerneau, Quimper, Concarneau et Quimperlé.

### Agroalimentaire
Le secteur est représenté en 2014 par 7000 entreprises employant 18 250 salariés. Les exportations cumulent 2,28 milliards de chiffre d'affaires.

## Commerce et artisanat
Le secteur tertiaire s'appuie sur le développement d'enseignes de grande distribution à fort appui local (LECLERC, RALLYE-CASINO, EURODIF), sur le tourisme surtout littoral et sur les emplois administratifs présents dans les grands centres urbains (Brest, Quimper, Morlaix). 
S'agissant des établissements commerciaux proprement dit, le Finistère représente, avec plus de 6 500 commerces de détails, 28 % de l'offre régionale. Le Finistère dispose d'une structure commerciale proche de celle de ses voisins bretons. En effet avec plus d'un commerce sur cinq, l'alimentaire (boucherie, charcuterie, boulangerie…) représente la première composante du parc départemental. Viennent ensuite dans des proportions relativement proche les commerces des secteurs hygiène et santé (coiffure, esthétique…), équipement de la personne (vêtement, chaussures…) et équipement de la maison (meubles, bricolage, jardinage).

## Tourisme
L'activité touristique du Finistère constitue une composante essentielle de l'économie départementale. Malgré un patrimoine naturel et historique exceptionnel, le secteur du tourisme demeure fragile : après les effets négatifs sur la saison 2000 du naufrage de l'ERIKA en décembre 1999 (27,6 millions de nuitées en 2000 au lieu de 30,5 millions de nuitées en 1999), l'activité touristique a quasiment retrouvé en 2002 son niveau de 1999 avec 29,2 millions de nuitées.
Une évolution de la fréquentation est notée : la clientèle étrangère recherche des prestations de haut de gamme et la clientèle française tend à réduire la durée de ses séjours[Interprétation personnelle ?]. En revanche les fréquentations de courtes durées en avant-saison (avril-mai) et en après-saison (septembre-octobre) se développent, en particulier dans les meublés de tourisme (gîtes ruraux). Les mois de juillet et d'août ne représentent plus en 2002 que 57 % des nuitées totales contre 67 % en 2000.